# Pālamedu
Pālamedu är en ort i Indien.   Den ligger i distriktet Madurai och delstaten Tamil Nadu, i den södra delen av landet, 2 100 km söder om huvudstaden New Delhi. Pālamedu ligger 227 meter över havet och antalet invånare är 8 435.
Terrängen runt Pālamedu är kuperad norrut, men söderut är den platt. Terrängen runt Pālamedu sluttar söderut. Runt Pālamedu är det tätbefolkat, med 570 invånare per kvadratkilometer. Närmaste större samhälle är Vādippatti, 16,8 km väster om Pālamedu. Omgivningarna runt Pālamedu är en mosaik av jordbruksmark och naturlig växtlighet.